# Lückenrieth
Lückenrieth ist ein Gemeindeteil des Marktes Leuchtenberg im Landkreis Neustadt an der Waldnaab (Oberpfalz, Bayern). Das Dorf liegt etwa 1,2 Kilometer südwestlich von Leuchtenberg.

## Geschichte
Lückenrieth ist, wie die Nachsilbe -rieth aussagt, ein Rodungsort in der nördlichen Oberpfalz. Die Rodung soll auf einen Luiko zurückgehen, der auch die  Burg Leuchtenberg gegründet haben sollt. Lückenrieth gehörte im 12. Jhd. zur Landgrafschaft Leuchtenberg. So werden 1146 bei der Übergabe eines Gutes durch die Witwe des Gebhardt I. und ihres Sohnes Gebhardt II. an das Kloster Ensdorf die leuchtenbergischen Ministeriale Rabeno et Gerungus  frater eius de Lewgenrewte als Zeugen genannt. In Lückenrieth befand sich eine Turmhügelburg, der 1513 als Burgstall bezeichnet wird. Bei einer Beschreibung der Güter im Landgericht Leuchtenberg um 1600 werden in Lückenrieth 6 Höfe, 7 Lehen, 1 Fischlehen und ein Hammer genannt. Mitte des 18. Jahrhunderts bestehen in Lückenrieth 22 Anwesen: sieben ganze Höfe, ein Hammer, fünf Halbhöfe, eine Mühle, sieben Kleinhöfe und ein Hirtenhaus. Nach dem Steuerdistrikt vom 13. Mai 1808 ist Lückenrieth einer von 47 Steuerdistrikten im Landgericht Vohenstrauß. Dazu gehörten das Dorf Michldorf sowie die Einöden Burgmühle, Hammermühle, Hammerhof und Schmelzmühle. 1821 ist Lückenrieth eine Ruralgemeinde im Landgericht Vohenstrauß, bestehend aus dem Dorf sowie den Einöden Hammermühle und Hammerhof. 1830 wurde die bis dahin selbständige Gemeinde Lückenrieth nach Michldorf umgemeindet. Gemeinsam mit Michldorf wurde Lückenrieth am 1. Mai 1978 nach Leuchtenberg eingemeindet.
In Lückenrieth bestand ein Eisenhammer. Der Hammer wurde vom Wasser der Luhe betrieben. Er wird 1361 erstmals erwähnt: Damals verkauft Landgraf Johann I. von Leuchtenberg den Eisenhammer an einen Lückenriether. 1601 wird in Lückenrieth erstmals eine Hammermühle erwähnt, der Hammer scheint abgekommen zu sein.
Diese Hammermühle wird heute als Holzofenbäckerei, Mühle und Sägewerk betrieben; sie ist seit 1878 Besitz der Familie Lindner. Die Flurbezeichnungen Erzgrube und Hammerleite erinnern heute noch an die frühere Eisenproduktion.

## Sehenswürdigkeiten
- Turmhügel Lückenrieth
- Am Fußweg von Lückenrieth nach Matzlesberg befindet sich eine sog. Landgrafensäule aus Granit.[4]